# دکیله
دکیله (به عربی: دکیلة) یک روستا در سوریه است که در ناحیه عقیربات واقع شده‌است. دکیله ۵۶۱ نفر جمعیت دارد.